# Oregon Route 86
Az Oregon Route 86 (OR-86) egy  oregoni állami országút, amely kelet–nyugati irányban a US 30 Baker Cityben található elágazása és az idahói 71-es út között halad.
A szakasz a Baker–Copperfield Highway No. 12 része.

## Leírás
A nyomvonal Baker Cityben ágazik le a US 30-ról északi irányban. A Campbell Streetnél a szakasz keletre fordul, majd az Interstate 84 felett elvonulva a keatangi kereszteződést érintve több kanyart követően Richlandbe érkezik. Innen északra kanyarodik, majd Pine után a halfway elágazás következik, innen újra keleti irányú a vonalvezetés. Copperfieldbe érkezvén a nyomvonal délre fordul és a Kígyó-folyót követi egészen az idahói határig, ahol az ID-71-be torkollik.
Az OR 86S jelű elkerülőszakasz Halfwayen át az OR 86-tól északra lévő településeket köti össze a főúttal.

### Nyomvonal-korrekciók
- Az 1917-től létező 12-es országút (akkoriban Baker–Cornucopia Highway) eredetileg Baker (a mai Baker City) és Cornucopia között haladt; a 86-os számot 1932-ben, az új jelölések bevezetésekor kapta.
- 1935-ben az utat szétválasztották: a Halfwayig futó szakasz a Baker–Homestead Highway, a további szakaszok a Halfway–Cornucopia Highway No. 413 (a mai OR 413) nevet kapták.
- 1959-ben Richland és Halfway között módosították a vonalvezetést, a Pine Creek Highway No. 414 (OR 414) Halfway és Copperfield közti szakasza innentől a 86-os úthoz tartozik; később, a Baker–Copperfield Highway név bevezetésekor minden érintett szakasz az OR 86 része lett.
- 1976-ban az Interstate 80N (a mai I-84) kivitelezésével párhuzamosan a pályát az autópályára vezették rá; a gyorsforgalmi úttól nyugatra eső részt az Oregon Route 7-hez csatolták.

## Fordítás
- Ez a szakasz részben vagy egészben  az   Oregon Route 86 című angol Wikipédia-szócikk History című fejezete ezen változatának fordításán alapul.  Az eredeti cikk szerkesztőit annak laptörténete sorolja fel. Ez a jelzés csupán a megfogalmazás eredetét és a szerzői jogokat jelzi, nem szolgál a cikkben szereplő információk forrásmegjelöléseként.